# MBC de Camaret
Dernière mise à jour : 7 février 2020.
Le Moto-Ball Club Camaret est l'un des six clubs de moto-ball du département de Vaucluse basé à Camaret-sur-Aigues. Le Moto Ball Club de Camaret fait partie des clubs les plus titrés de France.

## Histoire
Fondé en juin 1946, le MBCC dépend de la Fédération française de motocyclisme et de la Ligue motocycliste régionale de Provence.
Le club joue sur un terrain stabilisé qui a la même taille que celui d'un terrain de football. Leurs motos sont de types GASGAS et ne doivent pas dépasser les 250 cm3 pour une puissance maximale de 60 ch.

## Club

### Stade
Le stade se situe avenue du Général-de-Gaulle, sur la commune de Camaret-sur-Aigues. 

### Bureau
La présidence du club est assurée par Henri Carpentras, l'entraînement des seniors est à la charge de Jérémy Sbardellotto, celui des juniors par Bernard Cairus et Denis Roman.

### Équipe senior
Au cours de la saison 2016, l'équipe senior était composée de 10 joueurs et d'un staff technique composé d'un entraîneur, de 2 chauffeurs de bus, de 3 mécaniciens, d'un préparateur physique et d'un responsable d'équipe.

### Équipe junior
Au cours de la saison 2016, l'équipe senior était composée de 10 joueurs et d'un staff technique composé de 2 entraîneurs, de 2 chauffeurs de bus, de 3 mécaniciens et d'un préparateur physique.

## Palmarès
Toutes équipes confondues le MBC de Camaret a remporté en 70 ans 56 championnats, coupes, trophées . 

### Palmarès Élite 1
- Championnat d'Europe : 1966, 1968, 1972.

- Championnat de France Elite 1 : 1949, 1951, 1956, 1957, 1958, 1960, 1963, 1965, 1966, 1967, 1968, 1970, 1971, 1972, 1973, 1975, 1976, 1979.

- Coupe de France : 1952, 1954, 1955, 1956, 1957, 1960, 1961, 1962, 1963, 1964, 1968, 1971, 1973, 1989, 1990, 2016.

- Trophée des Champions Elite 1 : 2016.

### Palmarès Élite 2
- Championnat de France Elite 2 : 2004

- Trophées de France : 2019, 2023
- Trophée des Champions Elite 2: 2021

- Challenges Jean Meunier : 1989, 1990, 1994, 1996, 1998, 1999, 2000, 2001, 2003, 2004, 2006, 2017.

### Palmarès U18
- Championnat de France U18: 1979, 1980, 2001, 2004, 2005, 2006, 2019

- Coupe de France U18:  1979, 1980, 2001, 2004, 2005, 2006

- Championnat de Ligue de Provence U18: 2016, 2017, 2019, 2020, 2021